# 宋彦筠
宋彦筠（879年—956年），五代十国将领。
其先河南人，祖父宋绩，赠光禄卿，祖母王氏，赠琅琊郡夫人。父宋章，母张氏。弱冠从军，从梁军攻取幽州，以功授滑州徵武都头，后迁左崇衙指挥使，升杨刘口战棹都指挥使。后充夹马都指挥使，累功迁宣武军内衙都指挥使，后唐庄宗即位后，超授神捷都指挥使。伐西蜀时为前锋都指挥使，先下剑门关，下绵、汉等四十余城，攻下成都后，授维、渝两州刺史。唐明宗李嗣源即位，转任虢州刺史，927年改任武州刺史（治文德县（今张家口市宣化区），属河东道），抵御契丹。后唐末帝李从珂清泰（934年四月—936年闰十一月）初，命掌禁军，充严卫右厢都指挥使，兼和州刺史，后迁莱州刺史。后晋高祖石敬瑭天福二年（937）中，范延光据鄴城叛，张从宾时在河阳，乃起兵以应之，屯兵汜水，高祖命杜重威、侯益分兵讨之，宋彦筠随军征战，张从宾兵败溺水而死。宋彦筠以功授汝州防御使，一年后升匡国军节度使。安从进起兵反叛，据守襄阳，高行周为主帅，宋彦筠为副招讨使，安从进城破举族自焚，宋彦筠升任武胜军节度使、特进、检校太尉。经二年，加建雄军节度使。不久转任保义军节度使，后移镇沧、贝、邢州，防御契丹。晋少帝石重贵即位，授邓州节度使 ，二年契丹犯境，诏赴阙任北面行营诸道步军都指挥使，从元帅杜重威拒契丹于滹川（河北省武强县）。契丹兵退，移授静难军节度使。汉高祖刘知远即位时，以年老致仕，周高祖郭威时，征起充左卫上将军，以示优恩。周世宗嗣位，以开府仪同三司、太子太师蔡国公致仕，显德三年死于伊川之别墅，年七十八岁。宋彦筠先后四个夫人：张氏、戴氏、刘氏、虖（Hu）氏。弟宋彦勋，任客省副使、金紫光禄 大夫。长子宋崇义，任东头供奉官，死于南征。孙宋可言，九岁以父荫授殿直。宋彦筠崇信佛教，曾斋僧数百万（钱），造寺七十余座。

## 延伸阅读
[在维基数据编辑]
 《舊五代史·卷123》，出自薛居正《舊五代史》